# 1. Division (Belgien) 2012/13
Die 1. Division 2012/13 (offiziell Jupiler Pro League) war die 110. Spielzeit der höchsten belgischen Spielklasse im Männerfußball. Sie begann am 28. Juli 2012 und endete am 26. Mai 2013. Titelverteidiger ist RSC Anderlecht.

## Vereine
| Verein             | Stadt      | Stadion                        | Kapazität |
| ------------------ | ---------- | ------------------------------ | --------- |
| RSC Anderlecht     | Anderlecht | Constant-Vanden-Stock-Stadion  | 26.361    |
| Beerschot AC       | Antwerpen  | Olympiastadion Antwerpen       | 12.771    |
| Cercle Brügge      | Brügge     | Jan-Breydel-Stadion            | 29.945    |
| FC Brügge          | Brügge     | Jan-Breydel-Stadion            | 29.945    |
| Sporting Charleroi | Charleroi  | Stade du Pays de Charleroi     | 24.891    |
| KRC Genk           | Genk       | Cristal Arena                  | 24.956    |
| KAA Gent           | Gent       | Jules Ottenstadion             | 12.919    |
| KV Kortrijk        | Kortrijk   | Guldensporenstadion            | 09.399    |
| Lierse SK          | Lier       | Herman Vanderpoortenstadion    | 14.538    |
| Sporting Lokeren   | Lokeren    | Daknamstadion                  | 09.560    |
| Oud-Heverlee Löwen | Löwen      | Stadion Den Dreef              | 09.016    |
| Standard Lüttich   | Lüttich    | Maurice-Dufrasne-Stadion       | 30.023    |
| KV Mechelen        | Mechelen   | Argosstadion Achter De Kazerne | 14.145    |
| RAEC Mons          | Mons       | Stade Charles Tondreau         | 12.662    |
| Waasland-Beveren   | Beveren    | Freethiel                      | 13.290    |
| SV Zulte Waregem   | Waregem    | Regenboogstadion               | 08.500    |

## Reguläre Saison
Die 16 Vereine spielten zunächst in einer Doppelrunde die reguläre Saison aus. Die Abschlusstabelle diente als Grundlage für die Qualifikation zu verschiedenen Platzierungsrunden.
Die sechs bestplatzierten Vereine erreichten die Meisterschaftsrunde, die Teams auf den Plätzen sieben bis vierzehn spielten um einen möglichen internationalen Startplatz. Die beiden letztplatzierten Mannschaften spielten in der Relegation. Zu bemerken ist, dass in der Meisterschaftsrunde die Hälfte der erreichten Punktzahl aus den 30 Spielen der Vorrunde übertragen wurde, sodass die weiteren Begegnungen je nach Tabellensituation teilweise nur geringfügige Änderungen hervorrufen konnten.
 Abschlusstabelle 
| Pl. | Verein                 | Sp. | S  | U  | N  | Tore    | Diff. | Punkte |
| --- | ---------------------- | --- | -- | -- | -- | ------- | ----- | ------ |
| 1.  | RSC Anderlecht (M)     | 30  | 20 | 7  | 3  | 069:270 | +42   | 67     |
| 2.  | SV Zulte Waregem       | 30  | 19 | 6  | 5  | 049:290 | +20   | 63     |
| 3.  | KRC Genk               | 30  | 15 | 10 | 5  | 063:400 | +23   | 55     |
| 4.  | FC Brügge              | 30  | 15 | 9  | 6  | 066:430 | +23   | 54     |
| 5.  | Sporting Lokeren (P)   | 30  | 14 | 9  | 7  | 053:380 | +15   | 51     |
| 6.  | Standard Lüttich       | 30  | 15 | 5  | 10 | 054:330 | +21   | 50     |
| 7.  | RAEC Mons              | 30  | 13 | 5  | 12 | 048:530 | −5    | 44     |
| 8.  | KV Mechelen            | 30  | 12 | 5  | 13 | 044:420 | +2    | 41     |
| 9.  | KV Kortrijk            | 30  | 11 | 6  | 13 | 031:300 | +1    | 39     |
| 10. | Oud-Heverlee Löwen     | 30  | 8  | 12 | 10 | 046:510 | −5    | 36     |
| 11. | Sporting Charleroi (N) | 30  | 10 | 4  | 16 | 030:490 | −19   | 34     |
| 12. | KAA Gent               | 30  | 8  | 10 | 12 | 033:400 | −7    | 34     |
| 13. | Waasland-Beveren (N)   | 30  | 7  | 9  | 14 | 028:490 | −21   | 30     |
| 14. | Lierse SK              | 30  | 5  | 11 | 14 | 028:530 | −25   | 26     |
| 15. | Beerschot AC           | 30  | 6  | 5  | 19 | 031:610 | −30   | 23     |
| 16. | Cercle Brügge          | 30  | 3  | 5  | 22 | 030:650 | −35   | 14     |

| (M) | amtierender belgischer Meister     |
| (P) | amtierender belgischer Pokalsieger |
| (N) | Neuaufsteiger der letzten Saison   |

 Kreuztabelle 
| 2012/13            | RSC Anderlecht | Beerschot AC | Cercle Brügge | Sporting Charleroi | FC Brügge | KRC Genk |     | KV Kortrijk | Lierse SK | Sporting Lokeren | KV Mechelen | RAEC Mons | Oud-Heverlee Löwen | Standard Lüttich | Waasland-Beveren | SV Zulte Waregem |
| ------------------ | -------------- | ------------ | ------------- | ------------------ | --------- | -------- | --- | ----------- | --------- | ---------------- | ----------- | --------- | ------------------ | ---------------- | ---------------- | ---------------- |
| RSC Anderlecht     |                | 1:0          | 2:1           | 2:0                | 6:1       | 2:2      | 5:0 | 1:0         | 4:1       | 3:0              | 1:0         | 2:1       | 2:1                | 2:2              | 2:0              | 0:1              |
| Beerschot AC       | 1:4            |              | 3:1           | 2:0                | 1:7       | 0:2      | 2:2 | 2:1         | 1:3       | 2:4              | 0:2         | 0:0       | 1:3                | 3:2              | 1:2              | 1:1              |
| Cercle Brügge      | 0:3            | 3:1          |               | 1:0                | 0:3       | 3:1      | 2:2 | 1:2         | 0:3       | 0:1              | 1:2         | 1:3       | 1:1                | 0:1              | 2:2              | 1:2              |
| Sporting Charleroi | 2:0            | 1:0          | 2:1           |                    | 0:1       | 1:2      | 1:1 | 2:0         | 1:0       | 0:2              | 1:1         | 1:2       | 0:4                | 2:6              | 3:0              | 0:1              |
| FC Brügge          | 2:2            | 3:1          | 4:0           | 1:0                |           | 1:1      | 0:0 | 0:0         | 3:0       | 2:3              | 1:1         | 2:0       | 3:1                | 4:2              | 3:1              | 0:1              |
| KRC Genk           | 2:4            | 3:0          | 3:3           | 3:1                | 4:1       |          | 3:2 | 2:0         | 4:1       | 1:0              | 2:1         | 5:1       | 1:1                | 0:2              | 1:1              | 2:0              |
| KAA Gent           | 1:1            | 2:1          | 2:0           | 1:2                | 2:2       | 1:2      |     | 0:1         | 2:0       | 2:1              | 0:2         | 2:0       | 1:1                | 0:0              | 0:2              | 0:1              |
| KV Kortrijk        | 1:1            | 4:0          | 3:1           | 0:1                | 1:1       | 1:1      | 1:0 |             | 4:1       | 2:3              | 2:1         | 0:1       | 0:0                | 2:1              | 2:1              | 1:2              |
| Lierse SK          | 1:1            | 1:3          | 1:1           | 0:1                | 3:2       | 1:1      | 2:0 | 1:0         |           | 1:1              | 0:2         | 0:3       | 1:1                | 0:0              | 0:0              | 1:4              |
| Sporting Lokeren   | 0:2            | 1:0          | 3:0           | 1:1                | 1:1       | 3:4      | 2:2 | 0:1         | 2:2       |                  | 2:1         | 2:2       | 2:2                | 2:1              | 2:0              | 1:1              |
| KV Mechelen        | 1:4            | 0:2          | 2:0           | 4:2                | 3:3       | 2:1      | 1:0 | 0:2         | 3:0       | 2:1              |             | 3:0       | 1:2                | 0:2              | 0:1              | 2:3              |
| RAEC Mons          | 0:5            | 1:0          | 3:2           | 2:3                | 1:3       | 1:5      | 0:2 | 1:0         | 1:1       | 1:2              | 2:3         |           | 5:2                | 3:1              | 3:0              | 1:1              |
| Oud-Heverlee Löwen | 1:1            | 1:1          | 3:2           | 1:0                | 4:1       | 2:2      | 1:1 | 0:0         | 2:2       | 2:6              | 3:1         | 1:3       |                    | 0:4              | 5:2              | 0:1              |
| Standard Lüttich   | 2:1            | 3:0          | 2:1           | 6:1                | 1:3       | 0:0      | 1:2 | 2:0         | 3:0       | 0:2              | 3:2         | 0:1       | 2:0                |                  | 3:1              | 0:1              |
| Waasland-Beveren   | 1:2            | 3:2          | 2:0           | 0:0                | 2:6       | 1:1      | 0:2 | 1:0         | 1:1       | 0:0              | 0:0         | 2:2       | 2:0                | 0:2              |                  | 0:2              |
| SV Zulte Waregem   | 2:3            | 0:0          | 3:1           | 4:1                | 1:2       | 3:2      | 3:1 | 2:0         | 2:0       | 0:3              | 1:1         | 2:4       | 2:1                | 0:0              | 2:0              |                  |

## Platzierungsrunden

### Meisterschaftsrunde
Die sechs bestplatzierten Vereine der regulären Saison erreichten die Meisterschaftsrunde, die in einer Doppelrunde ausgetragen wurde. Dabei bekamen die teilnehmenden Mannschaften jeweils die Hälfte der in der regulären Saison erreichten Punkte gutgeschrieben. Bei halben Punkten wurde auf die nächsthöhere Punktzahl aufgerundet. Bei Punktgleichheit wurde der halbe Punkt bei den betroffenen Mannschaften wieder abgezogen.
Der Tabellenerste und der Zweite qualifizierten sich für die UEFA Champions League 2013/14, während der Tabellendritte einen Startplatz in der UEFA Europa League 2013/14 erhält. Der Viertplatzierte bestritt in Hin- und Rückspiel eine Playoff-Begegnung gegen den Gewinner der Play-off-Runde. Die Mannschaften auf den Plätzen fünf und sechs sind nicht international qualifiziert.
Abschlusstabelle
| Pl. | Verein               | Sp. | S | U | N | Tore    | Diff. | Punkte | Bonus | Gesamt |
| --- | -------------------- | --- | - | - | - | ------- | ----- | ------ | ----- | ------ |
| 1.  | RSC Anderlecht (M)   | 10  | 4 | 3 | 3 | 016:110 | +5    | 15     | 34    | 49     |
| 2.  | SV Zulte Waregem     | 10  | 4 | 3 | 3 | 020:200 | ±0    | 15     | 32    | 47     |
| 3.  | FC Brügge            | 10  | 6 | 1 | 3 | 021:170 | +4    | 19     | 27    | 46     |
| 4.  | Standard Lüttich     | 10  | 5 | 2 | 3 | 018:170 | +1    | 17     | 25    | 42     |
| 5.  | KRC Genk             | 10  | 3 | 3 | 4 | 011:120 | −1    | 12     | 28    | 40     |
| 6.  | Sporting Lokeren (P) | 10  | 1 | 2 | 7 | 015:240 | −9    | 05     | 26    | 31     |

| (M) | amtierender belgischer Meister     |
| (P) | amtierender belgischer Pokalsieger |

Kreuztabelle
| 2012/13          | RSC Anderlecht | FC Brügge | KRC Genk | Sporting Lokeren | Standard Lüttich | SV Zulte Waregem |
| ---------------- | -------------- | --------- | -------- | ---------------- | ---------------- | ---------------- |
| RSC Anderlecht   |                | 1:1       | 1:2      | 3:0              | 2:0              | 1:1              |
| FC Brügge        | 2:1            |           | 1:1      | 2:1              | 0:2              | 3:4              |
| KRC Genk         | 1:2            | 0:2       |          | 2:1              | 1:1              | 1:1              |
| Sporting Lokeren | 2:4            | 1:4       | 0:0      |                  | 4:1              | 2:3              |
| Standard Lüttich | 0:0            | 2:4       | 3:0      | 4:3              |                  | 1:0              |
| SV Zulte Waregem | 2:1            | 5:2       | 0:4      | 1:1              | 3:4              |                  |

### Play-offs
Die Mannschaften, die in der regulären Saison die Plätze sieben bis vierzehn erreicht haben, qualifizierten sich für die Play-offs. Die acht teilnehmenden Vereine wurden gemäß ihren Platzierungen in zwei Gruppen mit je vier Teams aufgeteilt (Gruppe A: 7, 9, 12, 14 – Gruppe B: 8, 10, 11, 13), in denen jeweils eine Doppelrunde ausgespielt wurde.
Die beiden Gruppensieger ermittelten anschließend in einem Hin- und Rückspiel den Teilnehmer an den Europa-League-Playoffs. Dort spielte er gegen den Viertplatzierten der Meisterrunde um einen Startplatz in der UEFA Europa League 2013/14.
Gruppe A
| Pl. | Verein      | Sp. | S | U | N | Tore    | Diff. | Punkte |
| --- | ----------- | --- | - | - | - | ------- | ----- | ------ |
| 1.  | KAA Gent    | 6   | 4 | 2 | 0 | 009:300 | +6    | 14     |
| 2.  | RAEC Mons   | 6   | 3 | 1 | 2 | 007:800 | −1    | 10     |
| 3.  | KV Kortrijk | 6   | 1 | 2 | 3 | 004:600 | −2    | 05     |
| 4.  | Lierse SK   | 6   | 1 | 1 | 4 | 005:800 | −3    | 04     |

Gruppe B
| Pl. | Verein                 | Sp. | S | U | N | Tore    | Diff. | Punkte |
| --- | ---------------------- | --- | - | - | - | ------- | ----- | ------ |
| 1.  | Oud-Heverlee Löwen     | 6   | 3 | 1 | 2 | 009:800 | +1    | 10     |
| 2.  | KV Mechelen            | 6   | 3 | 1 | 2 | 008:700 | +1    | 10     |
| 3.  | Sporting Charleroi (N) | 6   | 1 | 4 | 1 | 005:300 | +2    | 07     |
| 4.  | Waasland-Beveren (N)   | 6   | 1 | 2 | 3 | 003:700 | −4    | 05     |

| (N) | Neuaufsteiger der letzten Saison |

Kreuztabellen
| Gruppe A    |     | KV Kortrijk | Lierse SK | RAEC Mons |
| ----------- | --- | ----------- | --------- | --------- |
| KAA Gent    |     | 1:0         | 3:0       | 2:1       |
| KV Kortrijk | 0:0 |             | 0:3       | 3:0       |
| Lierse SK   | 1:2 | 0:0         |           | 0:1       |
| RAEC Mons   | 1:1 | 2:1         | 2:1       |           |

| Gruppe B           | Sporting Charleroi | KV Mechelen | Oud-Heverlee Löwen | Waasland-Beveren |
| ------------------ | ------------------ | ----------- | ------------------ | ---------------- |
| Sporting Charleroi |                    | 1:2         | 3:0                | 1:1              |
| KV Mechelen        | 0:0                |             | 1:5                | 2:0              |
| Oud-Heverlee Löwen | 0:0                | 0:3         |                    | 3:1              |
| Waasland-Beveren   | 0:0                | 1:0         | 0:1                |                  |

Finalspiele
Die beiden Gruppensieger ermittelten in Hin- und Rückspielen den Teilnehmer an den Europa-League-Playoffs.
|                    | Gesamt |          | Hinspiel | Rückspiel |
| ------------------ | ------ | -------- | -------- | --------- |
| Oud-Heverlee Löwen | 2:8    | KAA Gent | 1:4      | 1:4       |

### Europa-League-Playoff
Der Gewinner der Finalspiele und der Viertplatzierte der Meisterschaftsrunde ermittelten in Hin- und Rückspielen einen Teilnehmer an der 2. Qualifikationsrunde zur UEFA Europa League 2013/14.
|          | Gesamt |                  | Hinspiel | Rückspiel |
| -------- | ------ | ---------------- | -------- | --------- |
| KAA Gent | 1:7    | Standard Lüttich | 1:0      | 0:7       |

### Relegation
Der Letzt- und Vorletztplatzierte der regulären Saison bestritten die Relegation. Es wurden vier Spiele zwischen den beiden Mannschaften ausgetragen (da nach vier Partien bereits der Sieger feststand, entfiel das fünfte Spiel). Dabei erhielt der Vorletzte der regulären Saison (Beerschot AC) einen Bonus von drei Punkten und durfte zusätzlich ein Heimspiel mehr austragen als der Letzte Cercle Brügge.
Cercle Brügge gewann drei der ersten vier Partien und stand damit uneinholbar trotz der 3 Bonuspunkte für Beerschot AC als Relegationssieger fest. Brügge bestreitet nun eine zusätzliche Relegationsrunde mit drei Teams aus der 2. Division, in der sich nur der Sieger für die Pro League qualifiziert. Der Verlierer der Relegation Beerschot AC erhielt zudem keine Lizenz für die folgende Saison und stieg direkt in die Dritte Division ab.
Abschlusstabelle
| Pl. | Verein        | Sp. | S | U | N | Tore    | Diff. | Punkte | Bonus | Gesamt |
| --- | ------------- | --- | - | - | - | ------- | ----- | ------ | ----- | ------ |
| 1.  | Cercle Brügge | 4   | 3 | 0 | 1 | 005:300 | +2    | 09     | 0     | 9      |
| 2.  | Beerschot AC  | 4   | 1 | 0 | 3 | 003:500 | −2    | 03     | 3     | 6      |

| (N) | Neuaufsteiger der letzten Saison |

Kreuztabelle
| 2012/13       | Cercle Brügge | Beerschot AC | Cercle Brügge | Beerschot AC |
| ------------- | ------------- | ------------ | ------------- | ------------ |
| Beerschot AC  | 1:0           |              | 1:2           |              |
| Cercle Brügge |               | 1:0          |               | 2:1          |

## Die Meistermannschaft des RSC Anderlecht
(Einsätze und Tore inklusive Meisterschafts-Play-offs)
| 1. | RSC Anderlecht |
|    | - Tor: Silvio Proto (39/-); Thomas Kaminski (1/-) - Abwehr: Cheikhou Kouyaté (33/1); Bram Nuytinck (33/1); Olivier Deschacht (27/2); Marcin Wasilewski (22/-); Behrang Safari (20/-); Denis Odoi (14/-); Anthony Vanden Borre (1/-) - Mittelfeld: Lucas Biglia (36/5); Massimo Bruno (33/7); Sacha Klještan (35/3); Guillaume Gillet (32/6); Dennis Praet (27/2); Oleksandr Jakowenko (24/7); Demy de Zeeuw (12/1); Ronald Vargas (11/2); Fernando Canesin (4/-) - Sturm: Milan Jovanović (34/8); Tom De Sutter (31/12); Dieumerci Mbokani (27/19); Matías Suárez (11/3); Samuel Armenteros (3/1); Gohi Bi Cyriac (2/-) - Trainer: John van den Brom |

- Kanu (21/4), Guillermo Molins (3/-), Roland Juhász (3/-), Mbenza Bedi (1/-), Osama Hawsawi (1/-) und Reynaldo (1/-) haben den Verein während der Saison verlassen.

## Torschützenliste
| Pl. | Name              | Team               | Tore |
| --- | ----------------- | ------------------ | ---- |
| 01. | Carlos Bacca      | FC Brügge          | 25   |
| 02. | Dieumerci Mbokani | RSC Anderlecht     | 19   |
| 02. | Ilombe Mboyo      | KAA Gent           | 19   |
| 02. | Ebrahima Sawaneh  | Oud-Heverlee Löwen | 19   |
| 05. | Maxime Lestienne  | FC Brügge          | 17   |
| 05. | Mbaye Leye        | SV Zulte Waregem   | 17   |
| 05. | Jelle Vossen      | KRC Genk           | 17   |
| 08. | Imoh Ezekiel      | Standard Lüttich   | 16   |
| 09. | Franck Berrier    | SV Zulte Waregem   | 14   |
| 10. | Tom De Sutter     | RSC Anderlecht     | 12   |
| 10. | Hamdi Harbaoui    | Sporting Lokeren   | 12   |
| 10. | Mustapha Jarju    | RAEC Mons          | 12   |
| 10. | Nicklas Pedersen  | KV Mechelen        | 12   |